# Kostel svatého Michala (Švábenice)
Římskokatolický farní kostel svatého Michaela Archanděla je kostel, jenž stojí v obci Švábenice poblíž okresního města Vyškov. Jde o hodnotnou uměleckohistorickou stavbu a významnou dominantu obce. Kostel je kulturní památkou České republiky.

## Historie

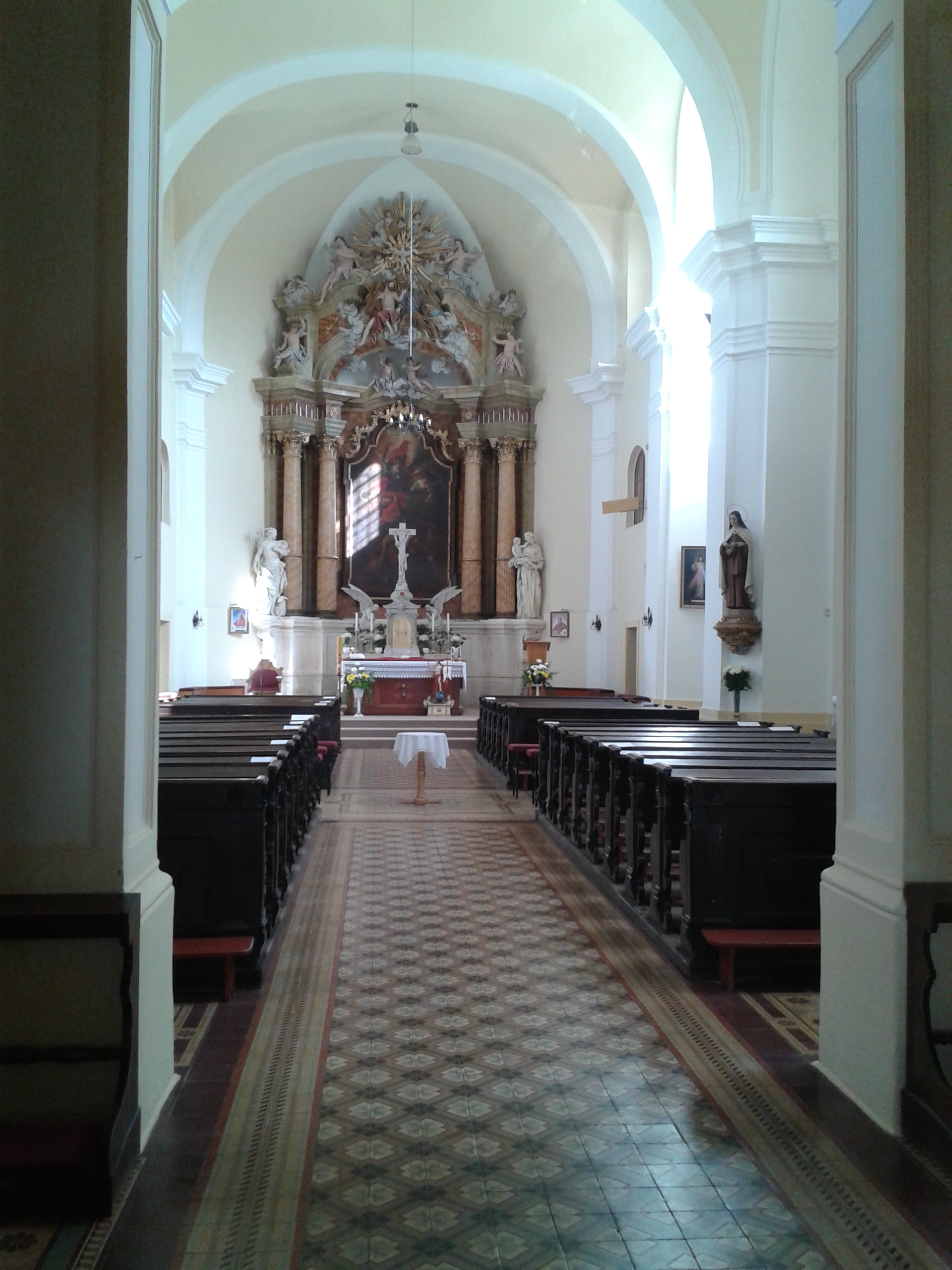
Interiér kostela

Kostel byl vybudován v roce 1741 a je dominantou kraje. Byl postaven po požáru v roce 1718.
První kostel ve Švábenicích byl postaven na začátku 14. století. Šlo o farní kostel, součástí farnosti bylo i několik okolních obcí. Bylo to patrně těsně před úpadkem rodu pánů ze Švábenic po roce 1300. Byl asi dřevěný, otočený k západu. Byl to kostel farní, pod který patřilo i několik sousedních obcí. V letech 1580 až 1633 patřily Švábenice pod farnost ve Hvězdlicích. V roce 1653 se stal švábenický kostel opět farním. Na začátku 18. století kostel vyhořel. Dnešní kostel postavený v barokním slohu byl budován v letech 1716–1718 nákladem patrona kardinála Wolfganga Hanibala Schrattenbacha a byl zasvěcen sv. Michaelovi..